# رزاق سات
رزاق سات RazakSAT هو ساتل ماليزي تم إطلاقه إلى المدار في 17 يوليو 2009 باستخدام مركبة فالكون 1 الفضائية التي تعود ملكيتها لشركة إسبيس إكس. يعد أول قمر صناعي ذا قدرة على الاستشعار من بعد في المدار الجغرافي للأرض فوق خط الاستواء. يطلق اسمه على اسم رئيس وزراء ماليزيا الثاني الراحل تون عبد الرزاق حسين.

## مهام الساتل
القمر الصناعي رزاق سات صغير الحجم، حيث يصل وزنه إلى 190 كيلوجرام ، ويحمل معه آلة تصوير مصغرة ذات القدرة على الاستشعار بشيء يصل أدنى حجمه إلى 2.5 متر. يمكن استغلال الصور التي يلتقطها رزاق سات لاحقا للأغراض المتعددة بما في ذلك تعزيز الأمن والتخطيط المدني وتطوير قطاع الزراعة وإدارة الكوارث وإعداد الخرائط. يعد رزاق سات أول قمر صناعي ذي القدرة على الاستشعار عن بعد في المدار الجغرافي للأرض فوق خط الاستواء. يأتي إطلاق هذا القمر الصناعي الثاني تبعا لبرنامج تيونجسات 1 الفضائي الذي تم إطلاقه في عام 2000.

## الإطلاق
بدأت ماليزيا عملية نقل رزاق سات من قاعدة القوات الجوية الماليزية - بدائرة (سوبانج) في رحلة تستغرق عشرين ساعة إلى جزر الكواجلين شمالى المحيط الهادئ سيتم نقله مصاحبا بنحو 17 مسئولا من القوات الجوية الماليزية و 21 موظفا من شركة أستروناوتيك تكنولوجي الماليزية المطورة باستخدام طائرة هيركوليس سى 130 التابعة للقوات الجوية.

## وصلات خارجية
- موقع Astronautic Technology (M) Sdn Bhd, ATSB نسخة محفوظة 24 ديسمبر 2019 على موقع واي باك مشين.